# Pan American-Grace Airways
Pan American-Grace Airways, hay còn được biết đến là Panagra là một hãng hàng không được thành lập với sự liên doanh giữa Pan American World Airways và Hãng tàu thủy Grace Shipping Company.

## Lịch sử
Panagra hoạt động những đường bay từ Mỹ đến các nước Nam Mỹ thuộc dãy Andes, liên kết với phía nam xa xôi là Buenos Aires và Santiago. Hãng được thành lập vào năm 1929 để cạnh tranh với SCADTA, một công ty thuộc sở hữu của nước Đức, và nắm giữ vị thế độc quyền có chừng mực trong việc du lịch bằng máy bay ở rất nhiều phần của Nam Mỹ trong thời kỳ thập niên 40 và 50. Panagra sáp nhập với Braniff International Airways vào năm 1967.
Grace Shipping Company là công ty con của W. R. Grace and Company. W. R. Grace đã từng một lần có 50% vốn trong Pan American-Grace Airways, công ty mà cũng được biết đến với tên Panagra thông qua Grace Shipping.